# Zimske olimpijske igre 1968
Zimske olimpijske igre 1968 (uradno X. zimske olimpijske igre) so bile zimske olimpijske igre, ki so potekale leta 1968 v Grenoblu v Franciji. Druge gostiteljske kandidatke so bile: Calgary, Kanada; Lahti/Are, Švedska; Oslo, Norveška in Lake Placid, ZDA.